# Sándor László (gépészmérnök)
Sándor László (Arad, 1927. július 26. – Kolozsvár, 2013. június 28.) erdélyi magyar gépészmérnök és műszaki szakíró.

## Életútja
Gépészmérnöki tanulmányait a kolozsvári Politechnikai Intézetben, hőerőgép szakon végezte (1951), doktori dolgozatát (Contribuţii la tăierea metalelor cu jet de plazmă) a kolozsvári Politechnikai Főiskolán 1983-ban védte meg. 1951–54 között a kolozsvári Géptervező Intézet mérnöke, osztályvezetője, majd főmérnök-helyettese. 1951-től tanársegéd a Politechnikai Intézetben, 1953-tól adjunktus. 1960-tól az Igazságügyi Minisztérium forgalom- és autószakértője. 1960–76 között a kolozsvári Sinterom gyárban a gyújtógyertyagyártás minőségi és gyártási technológiája korszerűsítésének vezetője. 1966–70 között tanszékvezető a Politechnikai Intézetben. Írásai az Igazság és a TETT hasábjain, valamint az Autotehnica sorozatban jelentek meg.
Számtalan műszaki újítás és több találmány megalkotója: önzáró differenciál (1970); lánctalpas jármű kormányszerkezete (1975); plazma gazdaságos gázkeverékből (1975); hidrosztatikus vezérlésű tengelykapcsoló (1988). Közel félszáz szakmai, főleg gépkocsi-mechanikával és hidraulikával foglalkozó tanulmány szerzője. 1973–1990 között több egyetemi jegyzete is megjelent.

## Kötetei
- A gépkocsivezető kézikönyve (Bukarest, 1960; 2. javított kiad. uo. 1962);
- Curs de tractoare şi automobile (Kolozsvár, 1973; 2. kiad. uo. 1974);
- Curs de transmisii hidromecanice pentru tractoare şi automotoare. 1. Transmisii hidrodinamice (Kolozsvár, 1978), 2. Transmisii hidrostatice (uo. 1983);
- Îndreptar de protecţia muncii şi de prevenire şi stingere a incendiilor… (társszerző D. Olaru, uo. 1979);
- Îndrumător pentru lucrări şi proiecte de tractoare şi automobile. Remorci uşoare (uo. 1981); Transmisii hidrostatice (társszerzők P. Brânzaş és I. Rus, Kolozsvár, 1990).

## Társasági tagság
- Erdélyi Magyar Műszaki Tudományos Társaság(EMT) alapító tagja;
- Erdélyi Múzeum-Egyesület (EME) tagja.

## Díjak, elismerések
- Munkaérem (1957);
- A tanügyminisztérium II. oszt. kitüntetése (1963, 1965);
- Prága (1964);
- Drezda (1968, 1969).